# Auguste Mathieu Panseron
Auguste Mathieu Panseron, né à Paris le 26 avril 1795 et mort dans la même ville le 29 juillet 1859, était un compositeur de musique classique et pédagogue français.

## Biographie

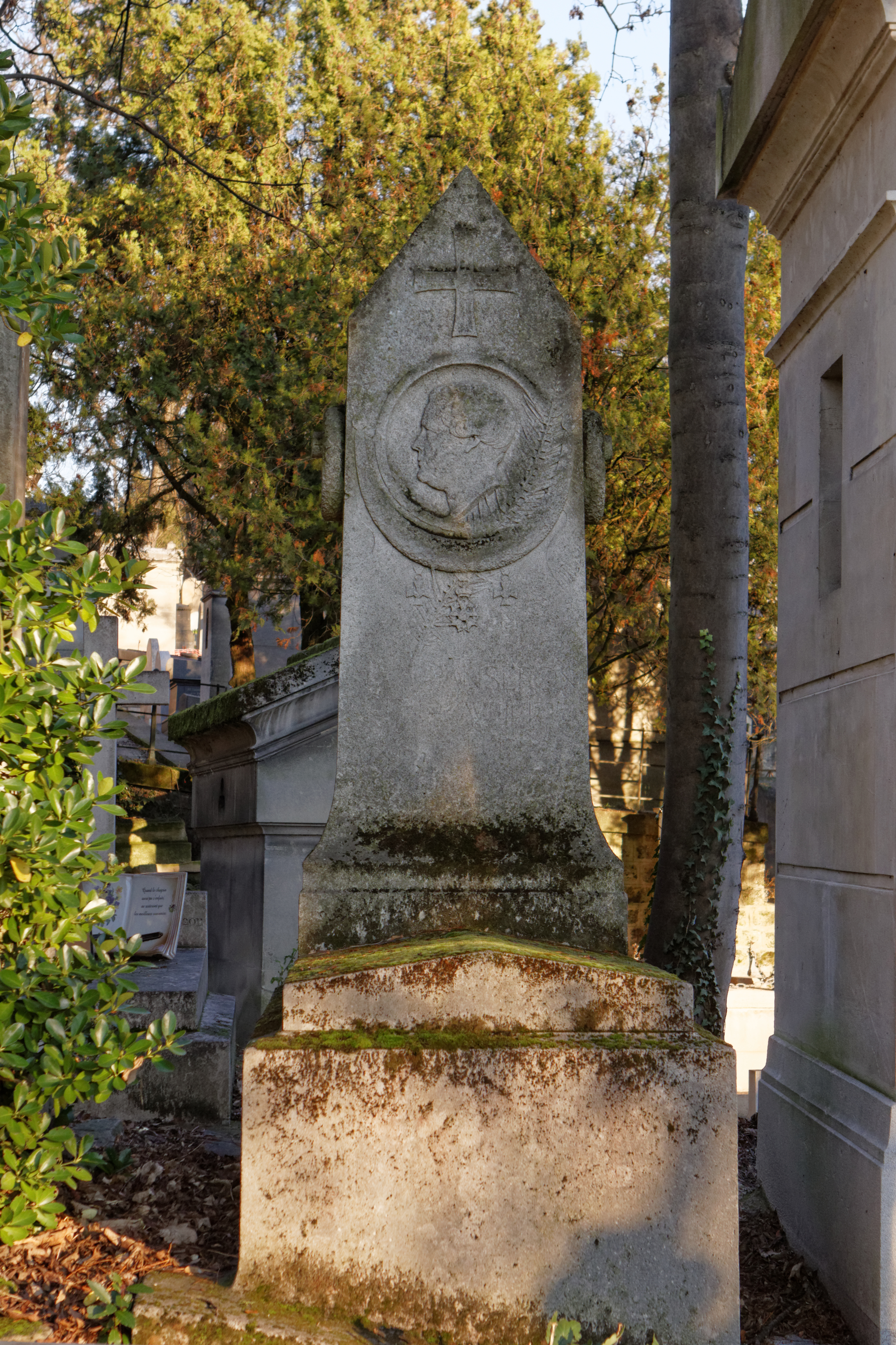
Tombe au cimetière du Père-Lachaise.

Auguste Mathieu Panseron fit ses études au Conservatoire de Paris dans les classes de Jean-Henri Levasseur en violoncelle (2e Prix de violoncelle en 1812), Henri Montan Berton et François-Joseph Gossec pour la composition.
Premier grand prix de Rome en 1813, avec la cantate Herminie.
Élève de Stanislao Mattei à Bologne, puis d'Antonio Salieri à Vienne, et encore de Peter Winter à Munich.
Il fut pendant six mois Maître de Chapelle honoraire du Prince Estherazy à Eisenstadt en 1817.
Il fut tour à tour, lors de son retour à Paris, accompagnateur de l'Opéra comique, professeur adjoint de solfège au conservatoire, puis professeur de vocalisation et de chant.
Il est inhumé au cimetière du Père-Lachaise (13e division).

## Œuvres
Il a composé de nombreuses romances et mélodies, dont celle du "Vieux Drapeau", de Bérenger. Autres romances :
Ramons vers le rivage, l’Anglaise à Paris, le Songe de Tartini, Malvina, la Nouvelle Nina, Valsons encore, Louise, Petit blanc, Demain on vous marie, la Fête de la Madone, Au revoir, Appelez-moi, je reviendrai.

### Opéras comiques
Panseron a composé des opéras comiques en un acte :
- La Grille du parc (Théâtre Feydeau, le 9 septembre 1820)
- les Deux cousines (1821)
- Le Mariage difficile (le 19 février 1823)
- L'École de Rome en collaboration avec P.G. Roll) (le 4 novembre 1826)

### Musique religieuse
- 7 Messes
- Motets
- Kyrie,
- Sanctus
- O Salutaris
- Agnus Dei
- Benedictus,
- Magnificat pour mezzo soprano,
- Mois de Marie, contenant 25 chants religieux latins et français

### Ouvrages d'enseignement
MM. A. Panseron & H. Hertz " Répertoire général du chanteur du pianiste et de l'instrumentiste / CHANT ", 2e série vol. 19, voix de basse tome II, G. Brandus , Dufour & Cie Éditeurs, Paris, (sans date XIXe s.)
François-Joseph Fétis a recensé 18 ouvrages théoriques de la main de Panseron, auquel s'ajoute un Traité de l'harmonie pratique et de la modulation en 1855.
- Méthode de vocalisation 
  - pour soprano et ténor (en deux parties), dédiée à son ami Ponchard ;
  - pour mezzo soprano, dédiée à son ami Rossini ;
  - pour basse-taille, baryton et contralto (en deux parties), dédiée à son ami Levasseur.
- Solfège en quatre volumes : 
  - no 1 – A B C musical, avec accompagnement de piano, " à l’usage des Commençants et surtout des Enfants, dédié aux Mères de Famille, composé expressément pour sa petite-fille ".
  - no 2 – Suite de l’A B C musical, avec accompagnement de piano. " Ce solfège est plus difficile que le précédent, et monte jusqu’au fa, une tierce au-dessus ".
  - no 3 – Solfège à deux voix, avec accompagnement de piano, " qui peut être également chanté par deux voix de femmes ou deux voix d’hommes ".
  - no 4 – Solfège d’artiste, ou complément de l’art de la lecture musicale, en deux parties, contenant une série de leçons progressives pour chaque clef.
- Solfège complet pour voix de basse-taille et baryton, dédié à S.A.R. Monseigneur le Duc de Nemours.
- Solfège concertant à 2, 3 et 4 voix, en trois parties, " A l’usage des orphéonistes, des classes d’ensemble et des pensions ".
- Solfège du pianiste (1845), approuvé par Zimmerman et Kalkbrenner.
- Solfège du violoniste (1845), approuvé par Habeneck et Charles de Bériot.
- Traité de l’harmonie pratique et des modulations à l’usage des pianistes, en trois parties : Traité d’Harmonie, L’Art de moduler, Devoirs à faire par les élèves (1855).
- 25 Vocalises faciles et progressives pour mezzo soprano, précédées de 25 Exercices (1845).
- 25 Vocalises et 25 Exercices progressifs pour basse-taille, baryton et contralto.
- 12 Études spéciales, précédées de 12 Exercices pour soprano ou ténor.
- 12 Études spéciales, précédées de 12 Exercices pour basse-taille, baryton et contralto.

## Sources
- Joël-Marie Fauquet (direction) (préf. Joël-Marie Fauquet), Dictionnaire de la Musique en France au XIXe siècle, Paris, Fayard, août 2003, 1405 p. (ISBN 978-2-213-59316-6), p. 933